# Fechteuropameisterschaften 1993
Die Europameisterschaften im Fechten 1993 fanden in Linz statt. Es wurden fünf Wettbewerbe im Einzel ausgetragen, Mannschaftswettbewerbe gab es wie im Vorjahr keine. Erfolgreichste Nation war Deutschland mit insgesamt neun Medaillen.

## Herren

### Degen (Einzel)
| Platz | Sportler                 | Land |
| ----- | ------------------------ | ---- |
| 1     | Patrick Draenert         | GER  |
| 2     | Mariusz Strzalka         | GER  |
| 3     | Jean-François Di Martino | FRA  |
| 3     | Gábor Totola             | HUN  |

### Florett (Einzel)
| Platz | Sportler         | Land |
| ----- | ---------------- | ---- |
| 1     | Joachim Wendt    | AUT  |
| 2     | Uwe Römer        | GER  |
| 3     | Thorsten Weidner | GER  |
| 3     | Ingo Weißenborn  | GER  |

### Säbel (Einzel)
| Platz | Sportler          | Land |
| ----- | ----------------- | ---- |
| 1     | Felix Becker      | GER  |
| 2     | Csaba Köves       | HUN  |
| 3     | Florin Lupeică    | ROM  |
| 3     | Steffen Wiesinger | GER  |

## Damen

### Degen (Einzel)
| Platz | Sportler         | Land |
| ----- | ---------------- | ---- |
| 1     | Roberta Giussani | ITA  |
| 2     | Gianna Bürki     | SUI  |
| 3     | Elisa Uga        | ITA  |
| 3     | Eva-Maria Ittner | GER  |

### Florett (Einzel)
| Platz | Sportler          | Land |
| ----- | ----------------- | ---- |
| 1     | Anja Fichtel      | GER  |
| 2     | Zsuzsanna Jánosi  | HUN  |
| 3     | Valentina Vezzali | ITA  |
| 3     | Laura Badea       | ROM  |

## Medaillenspiegel
| Platz  | Land        | Gold | Silber | Bronze | Gesamt |
| ------ | ----------- | ---- | ------ | ------ | ------ |
| 1      | Deutschland | 3    | 2      | 4      | 9      |
| 2      | Italien     | 1    | 0      | 2      | 3      |
| 3      | Österreich  | 1    | 0      | 0      | 1      |
| 4      | Ungarn      | 0    | 2      | 1      | 3      |
| 5      | Schweiz     | 0    | 1      | 0      | 1      |
| 6      | Rumänien    | 0    | 0      | 2      | 2      |
| 7      | Frankreich  | 0    | 0      | 1      | 1      |
| Gesamt | Gesamt      | 5    | 5      | 10     | 20     |